# イーデン・ガーデンズ
イーデン・ガーデンズ（Eden Gardens）はインドのコルカタに所在するクリケット場。インディアン・プレミアリーグのナイトライダーズの本拠地として使用されているほか、クリケットインド代表のテスト・ODI・T20の試合が行われている。言ってみれば『クリケットのコロッセオ』の異名を持つ。
スタジアムは1864年にインドの総督であったジョージ・イーデンから名付けられ、収容人数は66,349人である。
ワールドカップでも過去に試合会場として使用されており、女子ワールドカップでも開催実績がある。